# Academia de las Artes y las Ciencias Cinematográficas
L'Academia de las Artes y las Ciencias Cinematográficas è un'organizzazione professionale onoraria della Spagna, con lo scopo di sostenere lo sviluppo dell'industria cinematografica nazionale (e internazionale).
È nota in tutto il mondo per l'assegnazione dei premi Goya.